# 5月19日 (旧暦)
旧暦5月19日は、旧暦5月の19日目である。六曜は大安である。

## できごと
- 延暦21年（ユリウス暦802年6月22日） - 富士山噴火で陥没した足利路の代りに筥荷路（箱根路）が開通[要出典]
- 永禄3年（ユリウス暦1560年6月12日） - 桶狭間の戦い。織田信長が桶狭間山附近の田楽狭間で休憩中の今川義元を急襲し討ち取る
- 永禄8年（ユリウス暦1565年6月17日）、室町幕府13代将軍・足利義輝が京都で襲撃され殺害される
- 寛永16年（グレゴリオ暦1639年6月20日） - 沢庵宗彭が江戸品川の東海寺に入寺。
- 明治元年（グレゴリオ暦1868年7月8日） - 明治政府が初の政府紙幣・太政官札を発行

## 誕生日
- 万延元年（グレゴリオ暦1860年7月7日） - 三宅雪嶺、思想家（+ 1945年）

## 忌日
- 至徳元年/元中元年（ユリウス暦1384年6月8日） - 観阿弥、能役者（* 1333年）
- 永禄3年（ユリウス暦1560年6月12日） - 今川義元、武将（* 1519年）
- 永禄8年（ユリウス暦1565年6月17日） - 足利義輝、室町幕府13代将軍（* 1536年）
- 慶長4年（グレゴリオ暦1599年7月11日） - 長宗我部元親、武将（* 1539年）
- 正保2年（グレゴリオ暦1645年6月13日） - 宮本武蔵、剣客 （* 1584年）
- 天和元年（グレゴリオ暦1681年7月4日） - 酒井忠清、江戸幕府大老（* 1624年）
- 享保10年（グレゴリオ暦1725年6月29日） - 新井白石、江戸幕府老中・儒学者（* 1657年）
- 文久2年（グレゴリオ暦1862年6月16日） - 秀ノ山雷五郎、9代横綱（* 1808年）